# Starbucks
Starbucks Corporation, más conocida como Starbucks, es una cadena multinacional estadounidense de cafeterías y roastery reserves con sede en Seattle, Washington. Fue fundada en 1971 por Jerry Baldwin, Zev Siegl y Gordon Bowker en el Pike Place Market de Seattle, inicialmente como mayorista de granos de café. Starbucks evolucionó hasta convertirse en una cafetería que sirve bebidas a base de expreso bajo la propiedad de Howard Schultz, quien se desempeñó como director ejecutivo de 1986 a 2000 y lideró la expansión de la franquicia en la costa oeste de los Estados Unidos.
Está considerada como la compañía de comercialización de café más grande del mundo. Tiene más de 38.000 locales en 83 países. Starbucks sirve bebidas frías y calientes, café en grano, café instantáneo, expreso, café con leche, té, jugos, bebidas Frappuccino, pasteles y bocadillos. Algunas ofertas son estacionales o específicas de la localidad de la tienda. Según el país, la mayoría de las ubicaciones ofrecen acceso gratuito a Internet Wi-Fi. La compañía ha sido objeto de múltiples controversias relacionadas con sus prácticas comerciales. Por el contrario, su franquicia ha generado una considerable lealtad de marca, cuota de mercado y valor empresarial.

## Historia

### SigloXX

#### Años 1970
Starbucks abrió por primera vez en Seattle, Washington, el 30 de marzo de 1971. Al vender granos de café de alta calidad y equipo relacionado, Starbucks se convirtió en un minorista local de granos de café durante sus primeros diez años en Seattle. La empresa fue fundada por los socios comerciales Jerry Baldwin, Zev Siegl y Gordon Bowker, quienes se conocieron como estudiantes en la Universidad de San Francisco. El trío se inspiró para vender granos de café y equipos de alta calidad gracias al empresario del tostado de café Alfred Peet. Bowker recuerda que un socio suyo, Terry Heckler, creía que las palabras que comenzaban con las letras "st" eran poderosas, lo que llevó a los fundadores a crear una lista de palabras que comenzaban con "st", con la esperanza de encontrar un nombre para la marca. Eligieron "Starbo", un pueblo minero en la Cordillera de las Cascadas y, a partir de ahí, el grupo recordó "Starbuck", el nombre del primer oficial en el libro Moby-Dick. Bowker señaló: "Moby-Dick no tuvo nada que ver directamente con Starbucks; fue solo una coincidencia que el sonido pareciera tener sentido".
La primera tienda de Starbucks estuvo ubicada en Seattle en 2000 Western Avenue, desde 1971 hasta 1976. Posteriormente, trasladaron el café a 1912 Pike Place. Durante este tiempo, las tiendas de Starbucks solo vendían granos de café y no bebidas. En sus primeros dos años de operación, Starbucks compraba granos de café verde a Peet's Coffee & Tea. En 1973, Alfred Peet dejó de suministrar café a Starbucks y ayudó a entrenar a su nuevo maestro tostador, Jim Reynolds.

#### Años 1980
En 1984, los propietarios originales de Starbucks, liderados por Jerry Baldwin, compraron Peet's Coffee. Para 1986, la compañía operaba seis tiendas en Seattle y había comenzado a vender café espresso. En 1987, los propietarios originales vendieron la cadena Starbucks a su exdirector de marketing, Howard Schultz, quien renombró sus cafeterías Il Giornale como Starbucks y comenzó a expandir la compañía. Ese mismo año, Starbucks abrió sus primeras ubicaciones fuera de Seattle, en Waterfront Station en Vancouver, Columbia Británica, y en Chicago, Illinois.
Para 1989, Starbucks contaba con 46 tiendas ubicadas en todo el Noroeste del Pacífico y el Medio Oeste, y la compañía tostaba más de 900,000 kg de café al año.

#### Años 1990
En junio de 1992, en el momento de su oferta pública de venta, Starbucks tenía 140 establecimientos, con ingresos de 73,5 millones de dólares, frente a los 1,3 millones en 1987. Para ese momento, el valor de mercado de la compañía era de 271 millones de dólares estadounidenses. La porción del 12% de la compañía que se vendió recaudó aproximadamente 25 millones de dólares, lo que permitió duplicar el número de tiendas en los dos años siguientes. Para septiembre, el precio de las acciones de Starbucks había aumentado un 70%.
En 1994, Starbucks adquirió The Coffee Connection, obteniendo los derechos para usar, producir, comercializar y vender la bebida "Frappuccino". La bebida fue lanzada bajo la marca Starbucks en 1995.
En 1999, Starbucks experimentó abriendo restaurantes en el Área de la Bahía de San Francisco bajo la marca de restaurantes Circadia. Al mismo tiempo, Starbucks convirtió su restaurante Circadia en Seattle en un Café Starbucks. Ese mismo año, Starbucks también adquirió Pasqua Coffee, una cadena de cafeterías con sede en San Francisco que contaba con casi 60 locales en San Francisco, Los Ángeles y Nueva York.

### SigloXXI

#### Años 2000
En abril de 2003, Starbucks adquirió Seattle's Best Coffee y Torrefazione Italia de AFC Enterprises por 72 millones de dólares. El acuerdo solo le aportó a Starbucks 150 tiendas, pero, según el Seattle Post-Intelligencer, el negocio mayorista fue más significativo.
De 2005 a 2007, Howard Behar fue presidente de Starbucks Norteamérica.
En septiembre de 2006, la empresa rival Diedrich Coffee anunció que vendería la mayoría de sus tiendas minoristas propiedad de la empresa a Starbucks, incluyendo la mayoría de las ubicaciones de Coffee People, con sede en Oregón, lo que intensificó las regionales guerras del café. Starbucks convirtió las ubicaciones de Diedrich Coffee y Coffee People en tiendas Starbucks. Las ubicaciones de Coffee People en el Aeropuerto Internacional de Portland fueron excluidas de la venta.
A principios de 2008, Starbucks lanzó un sitio web comunitario, My Starbucks Idea, diseñado para recopilar sugerencias y comentarios de los clientes. Otros usuarios podían comentar y votar sobre las propuestas. El periodista Jack Schofield señaló que "My Starbucks parece estar lleno de bondad y luz en este momento, lo que no creo que sea posible sin bastante censura".
En marzo de 2008, Starbucks adquirió Coffee Equipment Company, fabricante del sistema Clover Brewing, y comenzó a probar este sistema de café "recién prensado" en varias ubicaciones en Seattle, California, Nueva York y Boston.
En julio de 2008, durante la Gran Recesión, Starbucks anunció el cierre de 600 tiendas de bajo rendimiento de su propiedad y la reducción de sus planes de expansión en EE.UU. debido a la creciente incertidumbre económica.El 29 de julio, Starbucks también eliminó casi 1,000 empleos no relacionados con el área minorista como parte de su esfuerzo por revitalizar la marca y aumentar sus ganancias. De estos nuevos recortes, 550 fueron despidos y el resto fueron posiciones vacantes no cubiertas. Además, Starbucks anunció que cerraría 61 de sus 84 tiendas en Australia durante el mes siguiente. Nick Wailes, experto en gestión estratégica de la Universidad de Sídney, comentó que "Starbucks no logró entender realmente la cultura de las cafeterías en Australia".
En enero de 2009, Starbucks anunció el cierre de 300 tiendas adicionales de bajo rendimiento y la eliminación de 7,000 puestos de trabajo. El director ejecutivo Howard Schultz también anunció que había recibido la aprobación de la junta para reducir su salario. En total, desde febrero de 2008 hasta enero de 2009, Starbucks despidió a unos 18,400 empleados en EE. UU. y comenzó el cierre de 977 tiendas en todo el mundo.
En agosto de 2009, Ahold anunció el cierre y cambio de marca de 43 de sus quioscos de Starbucks con licencia en los supermercados Stop & Shop y Giant de EE. UU.

#### Años 2010
En 2012, Starbucks alcanzó ventas anuales de más de 2 mil millones de dólares estadounidenses en su línea de bebidas Frappuccino. En agosto, la mayor tienda de Starbucks en Estados Unidos abrió en el Ferguson Centre de la Universidad de Alabama.
El 25 de junio de 2013, Starbucks comenzó a mostrar las calorías en los menús de bebidas y repostería en todas sus tiendas de EE. UU. En julio, más del 10 % de las compras en tiendas fueron realizadas a través de dispositivos móviles mediante la aplicación de Starbucks. La empresa volvió a utilizar la plataforma móvil cuando lanzó la promoción "Tweet-a-Coffee" en octubre. En esta ocasión, la promoción involucró también a Twitter, permitiendo a los clientes comprar una tarjeta de regalo de 5 dólares para un amigo escribiendo "@tweetacoffee" junto con el usuario del destinatario en un tuit. La firma de investigación Keyhole monitoreó el progreso de la campaña, y un artículo de diciembre informó que 27,000 personas habían participado y se habían realizado compras por un valor de 180,000 dólares hasta esa fecha.
En enero de 2014, como parte de un cambio en la estrategia de la compañía, la dirección de Starbucks pasó de centrarse en una única marca global a un enfoque en el diseño relevante a nivel local para cada tienda. En mayo, Starbucks anunció pérdidas continuas en el mercado australiano, lo que resultó en la venta de todas las tiendas restantes al grupo Withers.
En julio de 2017, Starbucks adquirió el 50% restante de su participación en su empresa conjunta en China de sus socios Uni-President Enterprises Corporation (UPEC) y President Chain Store Corporation (PCSC) por 1.300 millones de dólares.
El 21 de marzo de 2018, Starbucks anunció que estaba considerando el uso de la tecnología cadena de bloques para conectar a los consumidores con los agricultores de café, quienes podrían aprovechar nuevas oportunidades financieras. El programa piloto fue planeado para empezar con agricultores en Costa Rica, Colombia y Ruanda, con el objetivo de desarrollar un nuevo sistema para rastrear el viaje del grano de café desde su origen hasta la taza. 
El 12 de abril de 2018, dos hombres fueron arrestados en una tienda de Starbucks en Filadelfia después de que un gerente afirmara que estaban invadiendo la propiedad. Las detenciones provocaron protestas debido a la aparente naturaleza racial del incidente. El CEO Kevin Johnson se disculpó posteriormente por lo ocurrido, y la empresa decidió no presentar cargos. Durante la llamada sobre los resultados financieros del segundo trimestre el 26 de abril, Johnson indicó que la compañía no había experimentado una disminución en las ventas como resultado del evento y la cobertura mediática posterior. La empresa reiteró su previsión de ganancias para todo el año y superó las expectativas de crecimiento en ventas en tiendas comparables, con un aumento del 2% frente al 1,8% esperado. Johnson anunció que la empresa cerraría unas 8,000 tiendas el 29 de mayo para realizar un seminario sobre prejuicios raciales con el fin de evitar eventos similares a los de Filadelfia en el futuro.
El 19 de junio de 2018, Starbucks anunció el cierre de 150 tiendas en 2019, tres veces más de lo que la empresa normalmente cierra en un año. Estos cierres tendrían lugar en áreas urbanas con alta densidad de tiendas.
En 2019, durante la conferencia Microsoft Build, la compañía anunció formalmente su programa "de la semilla a la taza", utilizando la tecnología cadena de bloques de Microsoft Azure. En julio, Starbucks anunció que dejaría de vender periódicos en sus cafeterías. También se informó que los quioscos de aperitivos grab-and-go y las bolsas de café en grano serían retirados de las tiendas a partir de septiembre. En noviembre Starbucks abrió su tienda más grande hasta la fecha en la Avenida Michigan de Chicago, con 200 empleados.

#### Años 2020
El 20 de marzo de 2020, debido a la pandemia de COVID-19, Starbucks cerró todas las tiendas exclusivas de café en los Estados Unidos durante dos semanas. Durante ese tiempo, solo funcionaron los servicios de drive-thru y de entrega a domicilio. Según los representantes de la empresa, todos los trabajadores debían recibir el pago durante los siguientes 30 días, ya sea que fueran a trabajar o se quedaran en casa. Los cierres por COVID-19 hicieron que Starbucks sufriera una disminución general de las ventas del 10% y una disminución del 50% en China, donde las medidas de cuarentena fueron especialmente estrictas. En mayo, la empresa solicitó una reducción del alquiler a los propietarios debido a la disminución de las ventas. En junio, durante la pandemia de COVID-19 en los Estados Unidos, la empresa anunció que cerraría 400 de sus locales en la región de EE. UU./Canadá durante los siguientes 18 meses a medida que pasa del concepto de cafetería a lo que llama formatos "liderados por la conveniencia" con drive-thru y recogida en la acera. Starbucks anunció que planeaba abrir 300 tiendas que se centrarán principalmente en pedidos para llevar y recoger. Las nuevas tiendas funcionarán con la aplicación móvil de Starbucks para que el cliente pague por adelantado antes de llegar para recoger el pedido. El diseño de algunas tiendas también se modificará con un mostrador separado para recoger pedidos móviles. En diciembre, Starbucks anunció que planea aumentar su número de tiendas a aproximadamente 55.000 para 2030, frente a aproximadamente 33.000.
Bloomberg informó en julio de 2022 que la empresa estaba, a través del banco de inversión Houlihan Lokey, explorando la venta de sus tiendas en el Reino Unido. En agosto, después de meses de suspensión debido a la invasión rusa de Ucrania, Starbucks vendió todas sus tiendas en Rusia al rapero ruso Timati. Las tiendas fueron rebautizadas como "Stars Coffee" y son muy similares a las tiendas anteriores. Starbucks dijo que no tenía comentarios sobre el nuevo propietario. El 1 de octubre, Howard Schultz renunció como director ejecutivo y Laxman Narasimhan se convirtió en el próximo director ejecutivo de Starbucks.
El 23 de marzo de 2023, Narasimhan les dijo a los empleados que trabajaría medio día detrás del mostrador de una tienda cada mes, y se formó como barista para sumergirse en la marca y estar cerca de los clientes. En junio, Starbucks recibió la orden de pagar 25 millones de dólares en daños punitivos y 600.000 dólares en daños compensatorios a una exgerente regional. El tribunal determinó que Starbucks la despidió en 2018 porque era blanca.
En octubre de 2023, el operador de todas las sucursales de Starbucks en Brasil, SouthRock Capital, se declaró en quiebra. SouthRock seguirá operando las sucursales de Starbucks con normalidad, mientras cierra algunas de bajo rendimiento y se reestructurará a través del procedimiento de quiebra.
En 2024 anunciaron pérdidas multimillonarias debido a su apoyo a Israel por las actuaciones de este en contra de la población de Gaza.
En septiembre de 2024, Starbucks nombró a Brian Niccol como nuevo presidente y CEO. Niccol, conocido por su éxito transformando a Chipotle, se unió a Starbucks con el objetivo de revitalizar la compañía y enfrentar desafíos en su mercado clave, Estados Unidos. Como parte de su estrategia, planea simplificar el menú, mejorar la experiencia del cliente y optimizar la eficiencia operativa en las tiendas para atraer a más clientes y revertir la reciente caída en ventas. 

## Programa de fidelización
Starbucks tiene un programa de fidelización conocido por el nombre de Starbucks Rewards en el cual el usuario que se da de alta en el mismo adquiere una tarjeta en la que va sumando puntos, denominados stars, con los que puede obtener diferentes productos que dependen de la comercialización en cada país. Normalmente son bebidas gratuitas en fechas singulares del usuario como los cumpleaños, ofertas, una bebida o pieza de panadería por cada 100 estrellas acumuladas, lanzamientos exclusivos, etc.

## Carta[22]
Starbucks  ofrece una variedad de productos destacando el café.
1. Café: ya sea caliente o helado, hay bebidas conocidas tales como el espresso, con leche, manchado, manchado con caramelo, café del día y bebidas frías.
2. Té: ofrecen una variada cantidad de tés, tales como el té de hoja entera, té con leche y té helado, así como el té agitado.
3. Frapuccino: es una bebida creada por Starbucks con marca registrada. Tiene cinco tipos clásicos que son café, caramelo, mocca, dulce de leche y chip. También ofrecen frapuccinos de temporada, de yogur y crema.
4. Refrescos: bebidas refrescantes a base de una fruta. Entre los sabores ofrecidos están bayas, limón y naranja.

Completa la carta con bocadillos, paninis, ensaladas, pasteles y panqués.

## Internacionalización

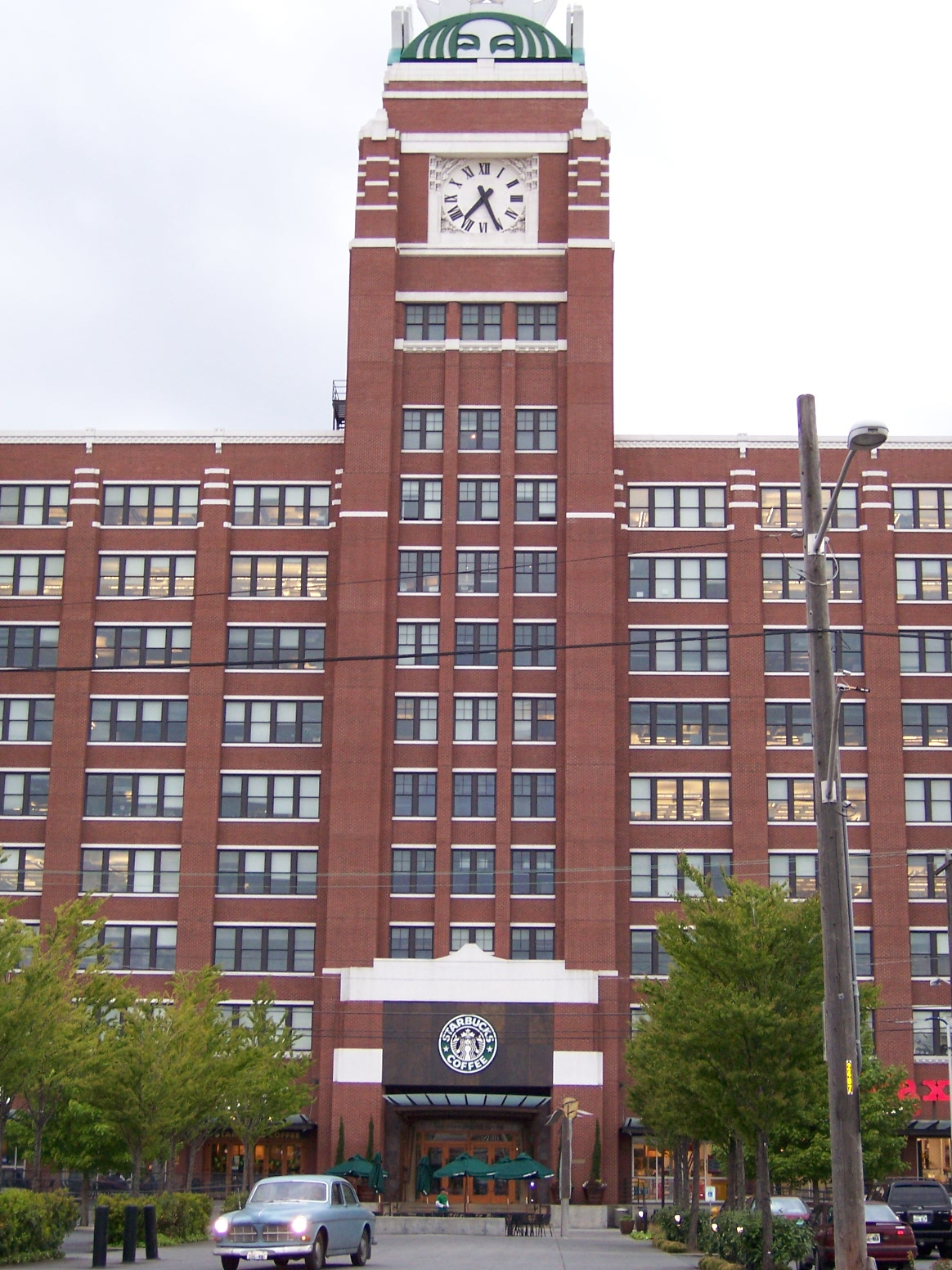
Sede de la compañía en Seattle, Washington

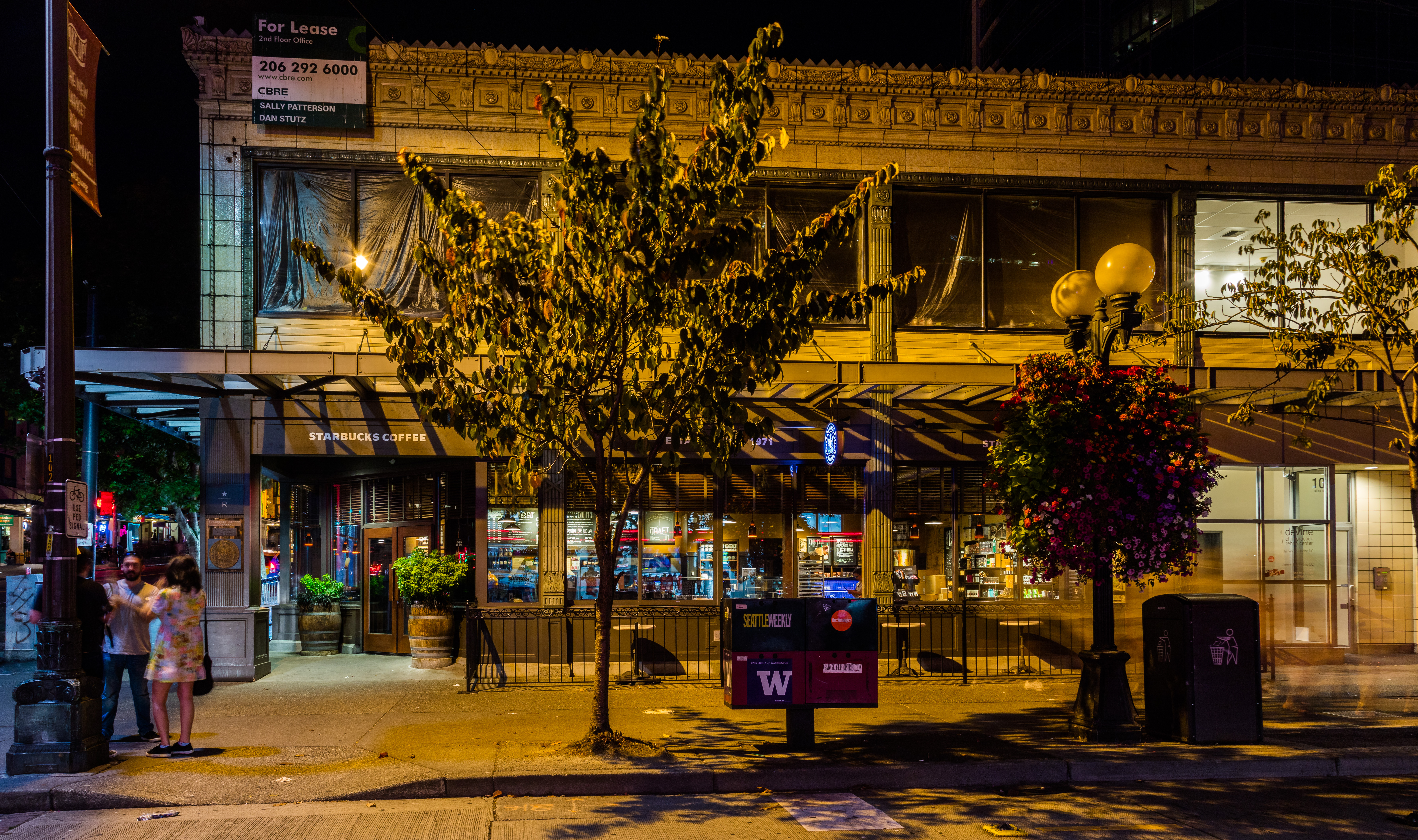
Primer establecimiento de Starbucks en Seattle, Washington (EE. UU).

La primera cafetería Starbucks ubicada fuera de los Estados Unidos abrió sus puertas en Tokio en 1996. Luego se expandió rápidamente por Europa llegando primero a Inglaterra en 1998 y a Alemania, España, Grecia, Indonesia, México, Omán y Puerto Rico en 2002.
En el año 2006 anexó todas las tiendas de la Diedrich Coffee en California, Estados Unidos, llegando a tener 6400 locales en total. En febrero de 2007 esa cifra subió a 7521: 6010 en los Estados Unidos y 1511 en otros países. Starbucks posee un 50% de las empresas que operan en la actualidad con licencia a lo largo del mundo.
En 2004 el entonces presidente de Starbucks, Howard Schultz, reconoció que la empresa tenía problemas con la comida, dijo; 

El talón de Aquiles de la empresa ha sido que nos negábamos a cocinar. Hemos descifrado el código para introducir comida innovadora y excelente

 y propuso ampliar la oferta en el menú, que dependería de  país en que se estuviera comercializando de acuerdo con los gustos tradicionales. Ese mismo año  comenzó a desarrollar una cadena de tiendas de comestibles en los Estados Unidos y Canadá.
Otros negocios de la compañía incluyen el té Tazo, los discos compactos de Starbucks Hear Music, Seattle’s Best Coffee y Torrefazione Italia.

## Presencia internacional

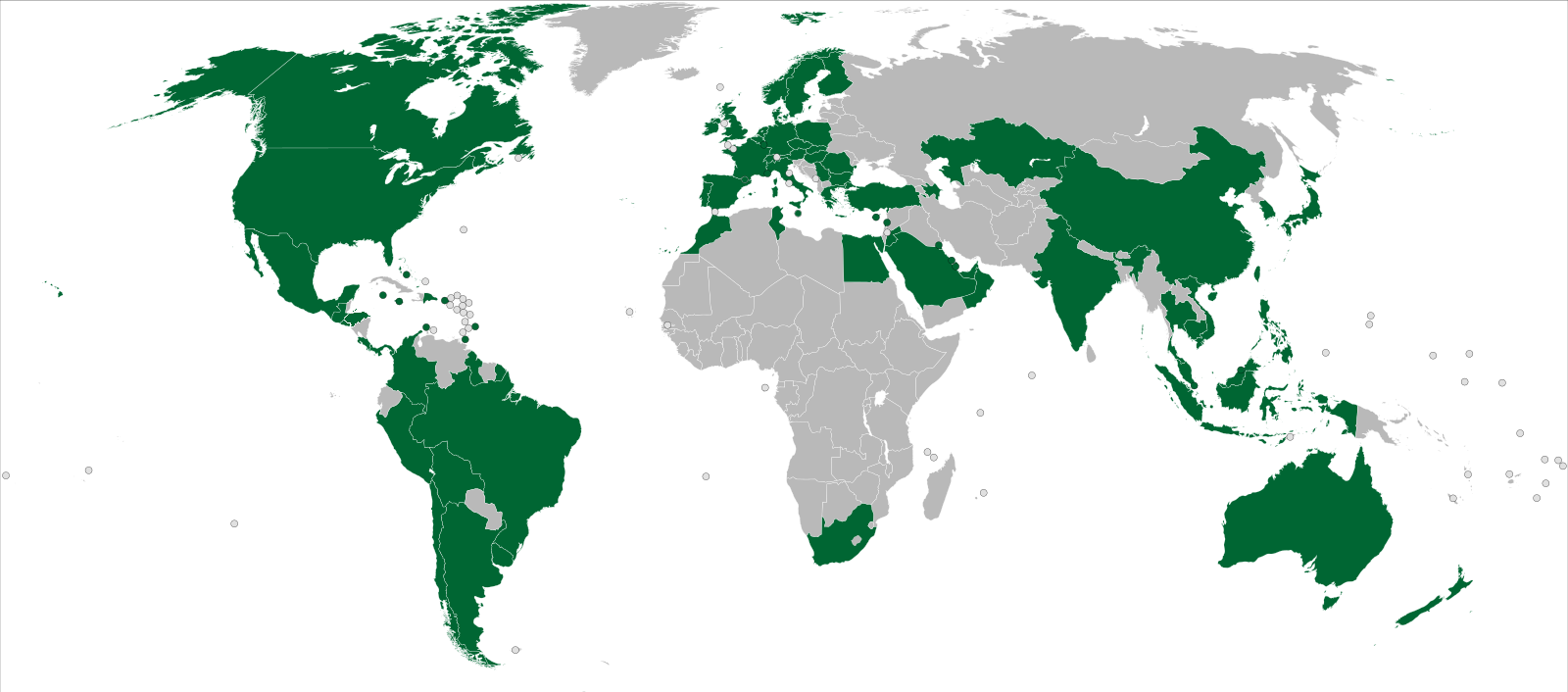
Presencia Internacional de Starbucks Coffee Shops (2024)

### América del Norte

#### México
En 2002, abrieron su primera cafetería en México. Para 2022, ya tenían 750 sucursales en el país.
La primera tienda en México, operada por Alsea, se instaló en 2002 sobre el Paseo de la Reforma de la Ciudad de México, siendo este el primer país de Latinoamérica en contar con la franquicia. Está presente en 61 ciudades mexicanas, con 820 sucursales a nivel nacional.

### América Central
Starbucks inició sus operaciones en América Central en 2010, abriendo su primera tienda en El Salvador, en colaboración con la Corporación de Franquicias Americanas (CFA). Posteriormente, CFA cambió su nombre a Premium Restaurants of America (PRA), que actualmente supervisa las tiendas de Starbucks en la región.

#### El Salvador
La marca se instaló en El Salvador en 2010 en la exclusiva zona del Área Metropolitana de San Salvador.
Para mayo de 2021, contaba con 16 tiendas a nivel nacional, con la apertura de una en el Metrocentro San Salvador.
Desde entonces, se han abierto veinticinco locales más a nivel nacional.[cita requerida]

#### Guatemala
Se siguió expandiendo en Guatemala en 2011, donde en 2022 poseía 12 cafeterías.

#### Honduras
Aún no existen locales de la marca en Honduras, pero se espera su llegada al país en 2024 o 2025, empezando en San Pedro Sula, (debido al anuncio de la compañía en abril de 2024) y Tegucigalpa.

#### Costa Rica
Se instaló en Costa Rica el 20 de junio de 2012 en la Avenida Escazú. Hay 24 tiendas en la Gran Área Metropolitana El Local en la Hacienda Alsacia está calificado como el más bonito del mundo. Ubicado en el distrito de Sabanilla del cantón de Alajuela, el mismo cuenta con un balcón para ver la finca y poder hacer un tour de café. Está ubicada en más de un 90% en Sabanilla de Alajuela, distrito vecino de San Isidro. También hay vista a la catarata de Quebrada Salto y al Volcán Poás, uno de los mayores atractivos turísticos del país. Fue comprada en 2013 con el fin, no solo de producir café de calidad nacional, sino también el ayudar a los agricultores de la zona comprándoles a ellos el café en grano.

#### Panamá
Cuentan con 7 locales en Panamá, el primero fue abierto el 6 de agosto de 2015 en el Centro Comercial Street Mall.

### Caribe

#### Puerto Rico
Starbucks inauguró su primera tienda en San Juan, capital de Puerto Rico en 2002. Desde 2015, la empresa puertorriqueña Baristas del Caribe, LLC. adquirió los derechos exclusivos para operar las tiendas de Starbucks en la isla, a través de un acuerdo de licencia estratégica. Hoy, la cadena cuenta con 28 tiendas en la isla y más de 406 empleados.

#### República Dominicana
Starbucks abrió su primera tienda en la República Dominicana el 25 de mayo de 2020 en el centro comercial Downtown Center. Se abrió en pleno período en el que se estaba cursando la pandemia del coronavirus. Cinco días antes, el 20 de mayo del mismo año, el gobierno terminó oficialmente la cuarentena y comenzó la apertura económica, lo cual favoreció a la empresa.

### América del Sur

#### Argentina
En Argentina, posee más de 130 sucursales, las cuales cuentan con más de 1.700 empleados. La empresa abrió su primera tienda en Buenos Aires en mayo de 2008. Más tarde se expandió por el conurbano bonaerense, Córdoba, Rosario, Mendoza, Neuquén y La Plata. Tiene previsto abrir 40 nuevas sucursales en el año 2027.

#### Bolivia
En Bolivia, Starbucks se instaló en 2014 en la ciudad de Santa Cruz de la Sierra. Actualmente, cuenta con 7 sucursales en la misma ciudad ubicadas en puntos estratégicos como la avenida Velarde, el Mall Ventura y Las Brisas y en la rotonda La Salle. Planea expandir su presencia a otros departamentos del país.

#### Chile
La cadena tiene presencia en la capital de Chile, Santiago, así como también en Calama, Antofagasta, La Serena, Coquimbo, Valparaíso, Viña del Mar, Quilpué, Quillota, Rancagua, Machalí, Curicó, Talca, Chillán, Concepción, San Pedro de la Paz, Talcahuano, Temuco, Valdivia, Osorno, Puerto Montt y en el Casino Monticello con 227 sucursales a agosto de 2019. Su llegada al país fue en 2003. Abrió la primera tienda Starbucks Reserve Bar de Latinoamérica en 2017.

#### Colombia
En Colombia, en agosto de 2013, la compañía anunció su ingreso estrenando su primera tienda en julio de 2014 en el Parque de la 93 de Bogotá y ese mismo año ya tenía seis locales en la ciudad. El 1 de septiembre de 2016, se abrió la primera tienda en Medellín, en el sector de El Poblado.
Cuenta en la actualidad con 20 tiendas en Bogotá, 2 en Chía, 9 en Medellín, 1 en Río negro, 5 en Cali, 4 en Barranquilla y 1 en Cartagena con un total de 71 locales en el país. Starbucks llegó a Cali a finales de 2017 en Jardín Plaza y poco después, el 12 de abril de 2018 abrió en el Unicentro Cali. La tercera sucursal se inauguró en 2018 en el Centro Comercial Chipichape. En noviembre de 2021, abrió sus puertas en Barranquilla con lo que se introdujo por primera vez en la región Caribe. Inicialmente cuenta con dos sucursales ubicadas en el norte de la ciudad, en Plaza Doral y Mall Plaza. En junio de 2022, abrió su primera tienda en la ciudad de Cartagena, siendo la quinta ciudad del país en la que la multinacional tiene presencia. En 2023, abrió en Bucaramanga con tres puntos de venta.
Colombia es conocida por ser la cuna de Juan Valdez Café, una de las principales competidoras de Starbucks. Es el primer país donde se vende sólo café nacional.

#### Ecuador

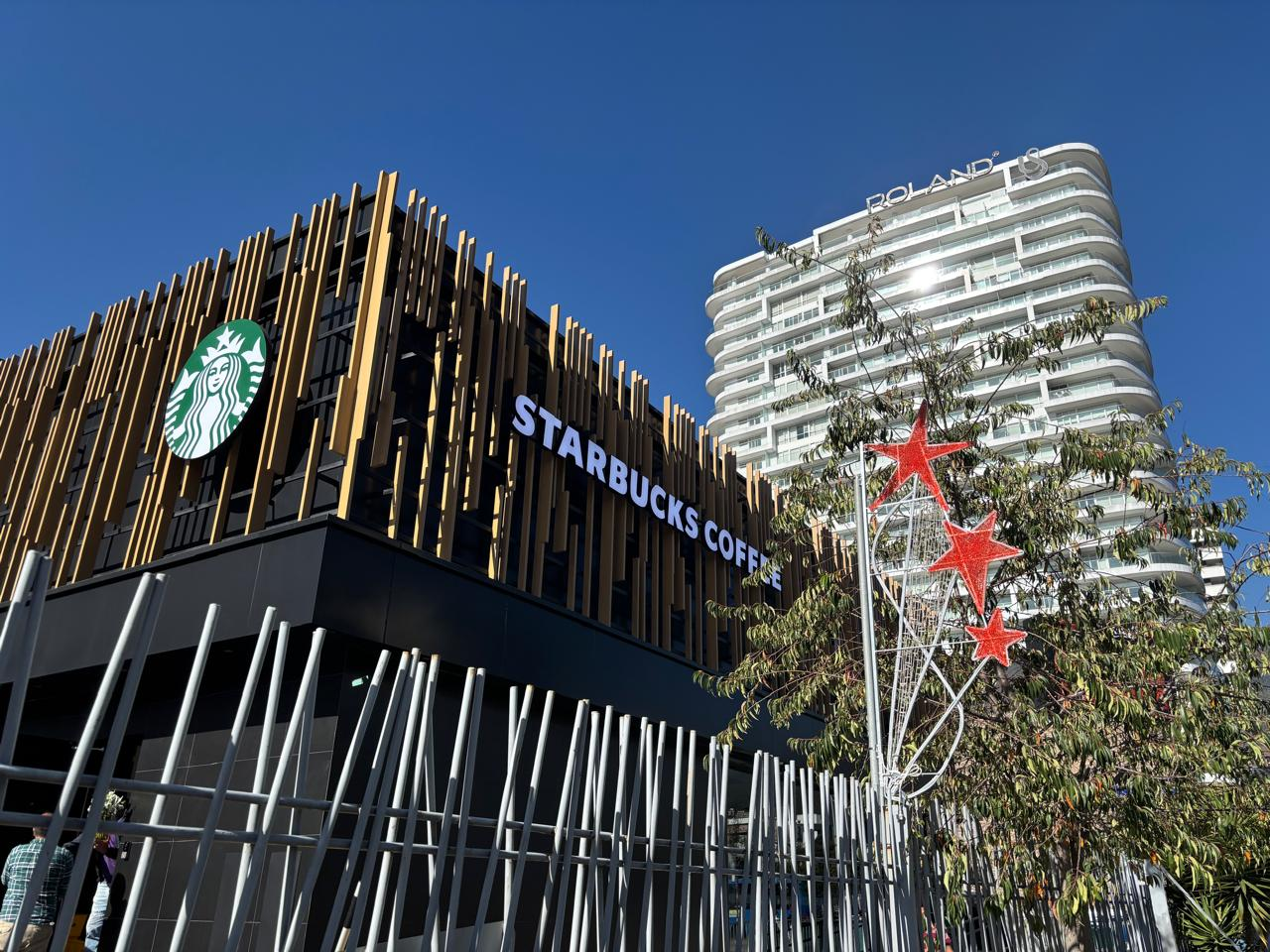
Local de Starbucks en el Centro Comercial Iñaquito, en el centro financiero de Quito, Ecuador.

El 29 de abril del 2024, la marca anunció su llegada a Ecuador, la primera franquicia abrió sus puertas el 15 de agosto en Quito, en el centro Comercial Scala Shopping, con dos locales más, uno en Condado Shopping y otro en el Centro Comercial Iñaquito; en los meses de agosto y noviembre, respectivamente. Se espera la apertura de un local más en diciembre de 2024 en Mall El Jardín, y un local adicional a inicios de 2025.

#### Paraguay
Starbucks cuenta con 3 sucursales en Paraguay, la primera inauguró el 8 de mayo de 2023 y abrió sus puertas el 9 de mayo del mismo año.

#### Perú
El 20 de agosto de 2003, una semana antes que en Chile, Starbucks llega a Sudamérica instalándose en el Perú, en el Óvalo Gutiérrez. En octubre de ese mismo año abre la segunda cafetería en el centro comercial Jockey Plaza, siguiéndole aperturas como El Polo, El Country, La Molina y Begonias. En 2014, sumaban más de 70 locales en el país.
En 2018, había más de mil empleados en más de 100 sucursales a nivel nacional. Recientemente, inauguró su primer autoservicio en el país en el kilómetro 25 de la carretera Panamericana Sur y es la primera en Latinoamérica construida con contenedores de carga en desuso.
En 2023, Starbucks Perú, amplió su presencia inaugurando su primera tienda en Juliaca, ubicada en el Real Plaza Shopping Center en Puno, y una nueva tienda Drive-Thru en el distrito de San Isidro, Lima. La tienda de Juliaca, la número 116 en el país, cuenta con la certificación de “Greener Store,” alineándose con los objetivos de sostenibilidad de Starbucks. La apertura representa un paso adelante en los planes de Starbucks de abrir seis nuevas tiendas en Lima y otras provincias en 2023, celebrando el 20 aniversario de la marca en Perú. 

#### Uruguay
Comenzando en abril de 2018, se abren 11 locales en distintas localidades de Starbucks en Uruguay. El toque local de Starbucks Uruguay, al igual que en Argentina, es el dulce de leche, utilizado en frappuccinos, lattes y muffins. Además, se espera ofrecer en un futuro productos a base de mate, bebida muy consumida en estos países.
En 2023, los locales abiertos en el país ascendían a 14.

### Europa

#### Reino Unido
En 1998, fue comprada por la cadena británica Seattle Coffee Company que poseía 60 cafeterías y se marca presencia en Europa por primera vez en la ciudad de Leeds. 
En este país se encuentran la mitad de las sucursales europeas, por lo cual en Londres está instalada su sede central desde 2014. En algunas cafeterías, pueden cobrar hasta 5 centavos de libra por el vaso de cartón que los clientes está comprando, como una medida ante el exceso de residuos.
En marzo de 2023, Starbucks anunció la apertura de 100 nuevas tiendas en el Reino Unido durante el año fiscal que finalizó el 1 de octubre de 2023, alcanzando un total de 1.168 tiendas en el país. 
En octubre de 2024, Starbucks adquirió 23.5 Degrees, su mayor socio licenciatario en el Reino Unido, incorporando aproximadamente 113 tiendas y 1.650 empleados a su operación directa.

#### España
En España, en abril de 2002, abrió los dos primeros establecimientos en Madrid, en julio otros dos en Barcelona y luego en Sevilla. En 2011, había 75 locales en España que pertenecían a Starbucks y al Grupo Vips. En 2010, este adquirió el 100% de la empresa. En noviembre de 2017 contaba con unos 120 establecimientos.
El primer «Seasonal Kiosk», un concepto de tienda que intenta simular un kiosco, de Europa fue inaugurado en Puerto Banús (Marbella). En enero de 2018, Starbucks lanzó a la venta en España, Portugal y Andorra sus propias cápsulas de café.
En marzo de 2024, la compañía alcanzó las 200 tiendas en España con la apertura de una cafetería en la Plaza Santa Cruz de Madrid. 

#### Francia
A principios de 2004, el primer local en Francia se abrió en la plaza de la Ópera en París. En 2011, ya tenían 59 cafeterías (todas gestionados por el Grupo Vips). Cuentan con más de 180 tiendas a nivel nacional y más de 3000 empleados. Francia acoge la primera tienda Starbucks bajo el mar, en una estación del túnel que une Francia y el Reino Unido.

#### Portugal
Starbucks se instaló en Portugal de la mano del Grupo Vips, que gestiona todas sus tiendas. En enero de 2018, Starbucks lanzó a la venta en España, Portugal y Andorra sus propias cápsulas de café. Había 13 cafeterías en noviembre de 2017.
Para enero de 2022, la cadena había incrementado su presencia a 23 establecimientos en el país.
En julio de 2024, la compañía alcanzó las 30 tiendas en el país con la apertura de un nuevo espacio en el Vila do Conde Fashion Outlet. 

#### Andorra
En 2018, Starbucks contaba con una tienda en Andorra, ubicada en la Avenida Meritxell de Andorra la Vieja. El 15 de noviembre de 2019, la compañía inauguró su segunda tienda en el país, situada en el Centro Comercial Illa Carlemany, uno de los principales centros comerciales de Andorra.

#### Países Bajos
Ámsterdam, la capital de los Países Bajos, fue hasta 2014, el lugar de la sede europea de la empresa hasta que fue trasladada a Londres.
En 2018, Starbucks operaba 72 tiendas en los Países Bajos.  Para octubre de 2023, la empresa contaba con 79 tiendas en el país. 
En noviembre de 2024, la empresa había aumentado su presencia a 99 tiendas.

#### Italia
Starbucks entró en Italia en 2018, con su primera cafetería en pleno centro de Milán.
En la primavera de 2023, Starbucks decidió abrir su primera tienda en el centro histórico de Roma, específicamente en la Piazza di Montecitorio, frente a la Cámara de Diputados italiana. Esto marcó un hito, ya que Roma ha sido históricamente un mercado difícil para las multinacionales debido a la cultura arraigada del café italiano y la presencia de bares históricos.
Actualmente, en 2024, la cadena tiene 44 locales en todo el territorio, con la última apertura en Florencia.

#### Alemania
En marzo de 2024, Starbucks operaba 154 tiendas en Alemania, con la mayor concentración en el estado de Renania del Norte-Westfalia, que cuenta con 33 establecimientos, representando aproximadamente el 21% del total en el país.

### Asia

#### China

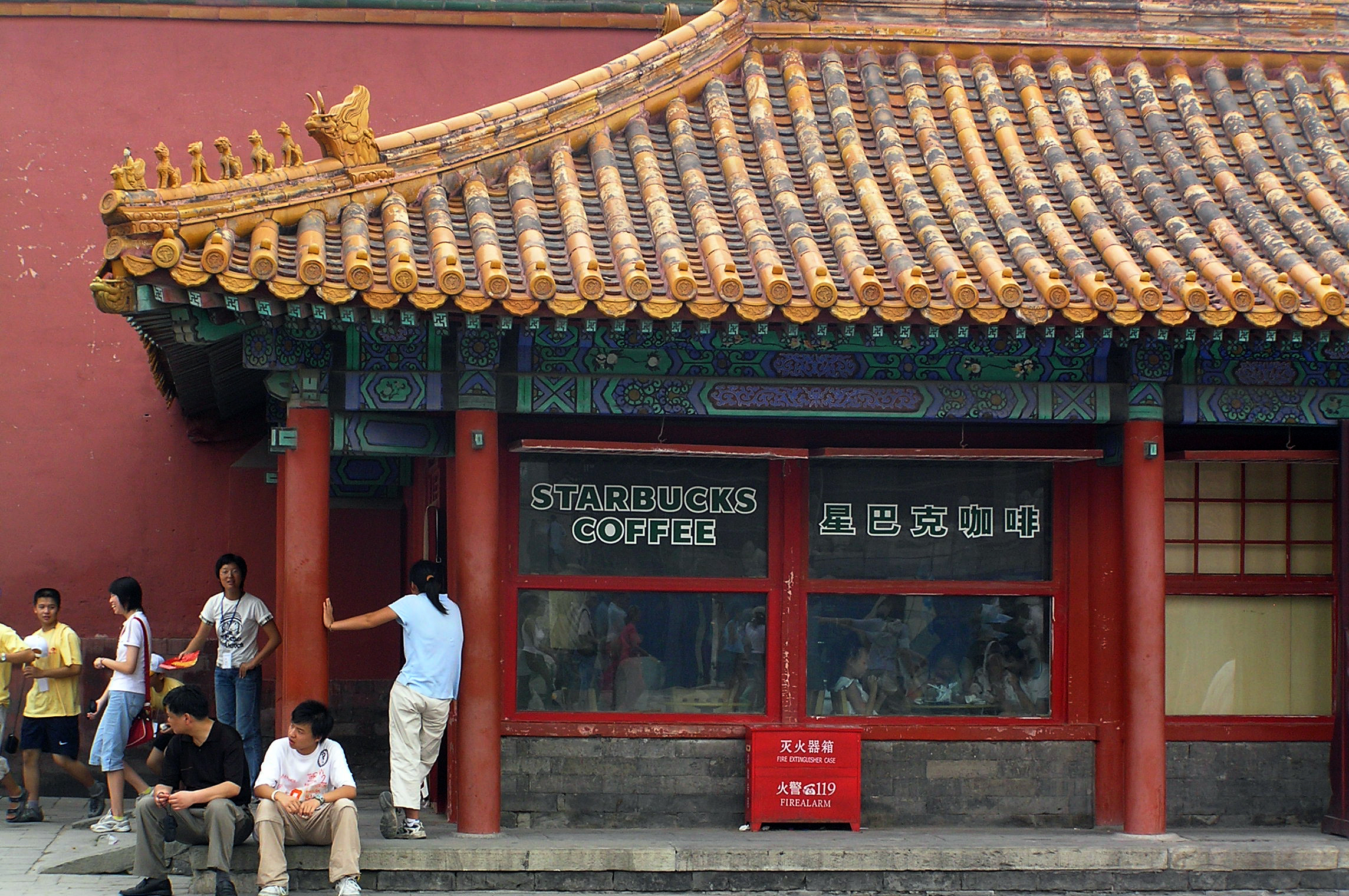
Establecimiento de Starbucks en la Ciudad Prohibida, China, 2004.

En 2017, Starbucks operaba aproximadamente 3.300 tiendas en la República Popular China y empleaba a unos 45.000 trabajadores. La empresa tenía como objetivo triplicar sus ingresos en el mercado chino para 2022 y duplicar su beneficio operativo, con la meta de alcanzar 6.000 establecimientos para ese año.
Para finales del año fiscal 2022, Starbucks superó su objetivo al operar más de 6.000 tiendas en China continental. La compañía continuó su expansión, alcanzando 6.806 tiendas en octubre de 2023. Además, Starbucks ha mantenido su plan de operar 9.000 tiendas en China para finales de 2025.
En diciembre de 2017, Starbucks inauguró en Shanghái su tienda más grande del mundo en ese momento, el Starbucks Reserve Roastery, con una superficie de 2.700 metros cuadrados. Sin embargo, en noviembre de 2019, la compañía abrió una sucursal aún más grande en Chicago, con 3.250 metros cuadrados, convirtiéndose en la más grande a nivel mundial.

#### Corea del Sur
Corea del sur era ya en 2014 uno de los países con más establecimientos Starbucks del mundo, después de los Estados Unidos y China, con casi 300 tiendas a nivel nacional.
En 2024, Corea del Sur cuenta con casi 2,000 tiendas Starbucks.
En noviembre de 2024 Starbucks abrió una nueva tienda en Corea del Sur, ubicada en el observatorio del Aegibong Peace Ecopark, cerca de la ciudad de Gimpo, a unos 50 km al noroeste de Seúl y a menos de una milla de la frontera con Corea del Norte. 

#### Japón
El primer Starbucks fuera de los Estados Unidos abrió en Tokio, Japón en 1996, además de que el país nipón cuenta con uno de los Starbucks más bonitos del mundo en el barrio de Higashiyama de Kioto.
En enero de 2024, Starbucks operaba aproximadamente 1.890 tiendas en Japón, consolidándose como la marca de cafeterías líder en el país por número de locales. 

### Oriente Medio

#### Israel
La empresa estadounidense llegó a Israel en 2001 con seis tiendas en Tel Aviv, junto al grupo Delek, aunque debido a cuestiones de negocios, las cafeterías en Tel Aviv cerraron sus puertas en 2003.
Desde entonces, Starbucks no ha reabierto tiendas en Israel. En 2021, la marca realizó una breve aparición en Tel Aviv con una tienda temporal en el Centro Dizengoff, operativa del 25 de abril al 15 de mayo, donde ofreció muestras gratuitas de café preparado con sus cápsulas. 
Por lo tanto, actualmente no hay tiendas de Starbucks operando en Israel.

## Imagen de la marca
La compañía debe su nombre a Starbuck, el primer oficial de la nave del capitán Ahab en la novela Moby-Dick y por las minas de Starbo en Mount Rainier. Según el libro de Howard Schultz, Pour Your Heart Into It: How Starbucks Built a Company One Cup at a Time, el nombre de la compañía viene de Moby Dick, pero no de una manera tan directa como podría suponerse. A Gordon Bowker le gustaba el nombre Pequod (el barco de la novela), pero su socio creativo, Terry Heckler, respondió: «¡Nadie va a beber una taza de Pee-quod!» (en inglés pee significa pis). Por tanto, Heckler sugirió Starbo. Tras debatir sobre estos dos términos, el resultado fue que la nombraron oficialmente Starbucks.
El nombre sufre algunas modificaciones en ciertos países:
- Mundo árabe: ستاربكس (transliteración: stārbaks)
- China, Hong Kong, Macao, Taiwán: 星巴克 Pinyin: xīngbākè (星 xīng significa "estrella (star)" y 巴克 es una transliteración de "-bucks")
- Israel: סטארבקס (transliteración: sṭārbaqs)
- Japón: スターバックス (transliteración: sutābakkusu, fonología: staa-bahkss)
- Rusia: Старбакс (transliteración: Starbaks)
- Corea del Sur: 스타벅스 (transliteración: seutabeokseu), también es usado en general el nombre inglés.
- Quebec, Canadá: Café Starbucks Coffee[87] (añadida la palabra en francés para evitar controversia con la política local)[cita requerida]
- Tailandia: สตาร์บัคส์ /satāːbākʰō/

### Logotipo
El logotipo fue diseñado por Sophia Castle y representa una sirena de doble cola, enmarcada en un círculo verde y rodeada por el nombre de la marca. Sin embargo, no existe información oficial que explique la elección de una sirena de doble cola como símbolo, lo que ha dado lugar a diversas especulaciones. A lo largo de los años, el logotipo ha experimentado varios cambios significativos en su diseño, aunque la marca no ha proporcionado detalles sobre su significado original.
El diseño está inspirado en una ilustración francesa del siglo XV, utilizada como marca de agua por una fábrica de papel de la época. En su versión original, presentada en 1971, la sirena estaba dibujada en blanco sobre un fondo marrón, con cabello corto, pechos descubiertos y mostrando claramente la doble cola en un trazo simple. En la segunda versión, empleada entre 1987 y 1992, la sirena fue enmarcada en un círculo verde, sus pechos fueron cubiertos por el cabello y las colas se recortaron en la composición, aunque su ombligo seguía siendo visible. A partir de 1992, el diseño se modificó para eliminar tanto los pechos como el ombligo, y las colas se representan de manera estilizada, sin una conexión evidente con el cuerpo de la figura.
Desde finales de 2006 hasta la primavera de 2008, con motivo de los 35 años de la empresa, se volvió a utilizar el logo original; esto generó controversia entre grupos conservadores que veían una mujer enseñando los pechos, con las piernas abiertas.
El 8 de marzo de 2011, Starbucks introdujo un rediseño global de su logo como parte de la celebración de su 40.º aniversario y un reflejo de la evolución de la marca. Este cambio eliminó el anillo exterior que contenía el nombre de la marca, dejando únicamente el símbolo icónico de la sirena como elemento central. Esta modificación no solo simplificó el diseño del logotipo, sino que también destacó la importancia del símbolo en la identidad visual de Starbucks, consolidándola como una marca global que trasciende la necesidad de identificación textual. Cuatro tiendas del mundo ya contaban en su entrada con el nuevo logo: la tienda Solana en Pekín, Avenida de la Ópera en París, Brompton Road en Londres y Times Square en Nueva York.

## «Todos Sembramos Café»
Es una iniciativa creada por Starbucks, con la intención de apoyar a los productores chiapanecos que perdieron sus cultivos de café a causa de la plaga de la roya, Pucciniomycetes el 70% de pérdida de producción de ese momento.
En México se sirven aproximadamente 10 millones de tazas de café al año elaboradas con el grano Shade Grown México. Starbucks México donó el 100% de las ganancias del ese grano a los productores afectados para la adquisición de nuevas plantas de café. La sustitución de los cultivos se llevará a cabo en un periodo de tres años. A los productores se les dará un vivero donde se producirán 2 millones de plantas resistentes a la roya y también les harán un entrenamiento. 

## Acuerdo entre Starbucks y Spotify
El 19 de enero de 2016 la empresa de música bajo demanda Spotify firmó un acuerdo con Starbucks para ofrecerle a sus clientes listas personalizadas a través de su aplicación para iOS.

## Asociaciones

### AeroPlan
En Canadá, Starbucks se ha asociado con Aeroplan para otorgar puntos Aeroplan a los clientes que vinculan sus cuentas de Aeroplan y Starbucks. Los miembros de Aeroplan reciben puntos por cargar dinero en su cuenta de Starbucks.

### Apple Inc
Starbucks se ha asociado con Apple Inc. para colaborar en la venta de música como parte de la "experiencia de cafetería". En octubre de 2006, Apple añadió un área de entretenimiento Starbucks a iTunes Store, vendiendo música similar a la que se reproduce en las tiendas Starbucks. En septiembre de 2007, Apple anunció que los clientes podrían navegar por iTunes Store en Starbucks a través de Wi-Fi en los EE. UU, sin necesidad de iniciar sesión en la red Wi-Fi, dirigido a usuarios de iPhone, iPod Touch, iPad y MacBook. iTunes Store detecta automáticamente las canciones recientes que se reproducen en un Starbucks y ofrece a los usuarios la oportunidad de descargar las pistas. Algunas tiendas cuentan con pantallas LCD con el nombre del artista, la canción y la información del álbum de la canción que se reproduce actualmente. Esta característica se implementó en Seattle, la ciudad de Nueva York y el área de la Bahía de San Francisco, y se ofreció en mercados limitados durante 2007-2008. Durante el otoño de 2007, Starbucks también comenzó a vender descargas digitales de ciertos álbumes a través de iTunes. Starbucks regaló 37 canciones diferentes para su descarga gratuita a través de iTunes como parte de la promoción "Canción del día" en 2007, y una descarga gratuita "Elección de la semana" está disponible en la App Store.

## Controversias

### Impacto al medio ambiente
La empresa ha sido poderosamente juzgada y criticada por diversas prácticas consideradas antiecológicas, como la utilización de semillas manipuladas genéticamente que han contaminado los suelos de diversas partes del mundo. Esto no permitió la supervivencia de semillas naturales actuando en perjuicio del campesinado, quienes vieron resentidas sus ganancias. Las semillas transgénicas son mucho más baratas así que la empresa saca mayores dividendos al marcar sus productos a un precio que resiste el mercado. Esto no sucede en todos los países del mundo.
En 2015 el artista Neil Young escribió la canción A Rock Star Bucks a Coffee Shop criticando a la multinacional Starbucks, por sus prácticas contra los agricultores y por usar granos de café transgénico, genéticamente modificados (OMG).

### Boicots contra Israel
Como respuesta ante la ofensiva israelí sobre Gaza a partir del 7 de octubre de 2023, el movimiento pro-palestina de Boicot, Desinversión y Sanciones contra Israel (BDS) llamó a boicotear a la empresa por su percibido apoyo a Israel, como parte de un esfuerzo por poner presión internacional para poner fin a la ocupación israelí de territorios palestinos. El boicot nace de un conflicto entre la empresa y el sindicato Workers United que el 9 de octubre de 2023 lanzó un comunicado en apoyo a la causa palestina, al cual la empresa reaccionó con una demanda por violación de una marca registrada, al considerar que dicho comunicado afectó la reputación de Starbucks. El impacto posterior al boicot ha llevado a la empresa a clarificar su posición respecto a lo que Workers United y BDS califican como un genocidio contra el pueblo palestino, declarando su rechazo a la violencia contra los inocentes. Mientras tanto el sindicato continua mostrando su apoyo a Palestina y convocando a huelgas en los Estados Unidos.
En enero de 2024, el CEO de Starbucks reconoció que las llamadas al boicot han tenido un efecto negativo en sus ventas en Medio Oriente y entre sus clientes ocasionales en los Estados Unidos.